# Tricotilomanía
La tricotilomanía (del griego θρίξ, τρίχος, (zríx, trijos): cabello, τίλλω, (tíl-lō): depilar y μανία (manía): manía) es un hábito o comportamiento recurrente e irresistible dirigido a arrancarse el propio cabello o los vellos de distintas zonas del cuerpo. El 99.8% de las personas con tricotilomanía se arrancan el cabello por el folículo o grasa blanca que está en la raíz del cabello, por eso hay que tratar la tricotilomanía lo más pronto posible.  Puede definirse como un trastorno de la conducta que puede llegar a manifestarse en un arrancamiento compulsivo del pelo, produciendo desde pequeñas pérdidas de cabello hasta calvicie severa. El término fue acuñado por el dermatólogo francés François Henri Hallopeau.
La tricotilomanía puede presentarse en niños, pero la edad clave del padecimiento es entre los 9 y 13 años. Su desarrollo puede estar influido por depresión o estrés. Dadas sus implicaciones sociales, dicho trastorno no suele reportarse, lo que dificulta predecir su prevalencia con precisión. El sujeto se arranca pelo a pelo, principalmente de la cabeza, aunque puede actuar también sobre distintas partes del cuerpo como cejas, pestañas, piernas, barba, axilas o vello púbico. También puede llegar a relacionarse con la tricofagia, que consiste en el hábito de mascar o ingerir el cabello, produciendo obstrucciones severas (tricobezoar) en el aparato digestivo.

## Clasificación
La tricotilomanía se define como una pérdida autoinducida y recurrente del cabello. En el manual DSM-IV está clasificada como un trastorno del control de impulsos junto con la piromanía, la ludopatía y la cleptomanía, ya que el paciente sufre una sensación de tensión antes de arrancarse el cabello y una gratificación o alivio una vez que lo hace. Algunos individuos con tricotilomanía podrían no presentar la situación antes descrita, ya que no se dan cuenta de que se están arrancando el cabello, o bien, pueden negar dicha condición.
Existen hipótesis que señalan que la tricotilomanía podría ser un trastorno obsesivo-compulsivo, como la onicofagia y la dermatilomanía. Dichas condiciones comparten características clínicas, genéticas, y, probablemente, respuestas a tratamientos. Sin embargo, las diferencias entre la tricotilomanía y el  trastorno obsesivo-compulsivo radican en los síntomas, función neurológica y perfil cognitivo. La tasa de pacientes con tricotilomanía con parientes que padecen TOC es mayor a la esperada por las probabilidades. Sin embargo, se han notado diferencias entre el padecimiento y el TOC, incluyendo edades clave, tasas de comorbilidad, diferencias de género, disfunción neurológica y perfil cognitivo. Cuando ocurre durante la niñez, la tricotilomanía puede ser confundida con una entidad clínica diferente. Como la enfermedad puede estar presente en múltiples grupos de edades, se divide en tres subgrupos para su estudio: preescolares, preadolescentes a jóvenes adultos y adultos.
La tricotilomanía no siempre ocurre en un estado consciente, pues puede suceder en un estado similar al de trance. Por lo tanto, se subdivide al padecimiento en «automático» y «consciente», siendo el primero más frecuente en niños. Otros individuos pueden incluso crear rituales asociados al arrancado del cabello, incluyendo la búsqueda de tipos de cabello específicos para arrancar o arrancarlo hasta que se cree una sensación agradable o en respuesta a una sensación específica. Conocer el subtipo es clave para determinar las estrategias de tratamiento.

## Signos y síntomas
La tricotilomanía está confinada generalmente a uno o dos sitios, pero puede involucrar distintos lugares. La cabeza es el sitio más frecuente, seguido por las cejas, pestañas, cara, brazos y piernas. La apariencia clásica es un vórtice y corona de alopecia.  Los niños no tienden a arrancarse los pelos de otras partes diferentes a la cabeza.
Las personas con tricotilomanía tienen extensiones variables de cabello. Sin embargo, la densidad del cabello puede mantenerse normal, por lo que las pruebas pueden resultar negativas. El cabello normalmente es arrancado de manera irregular, por lo que deja patrones inusuales. La gente con el padecimiento suele ser tímida o con  estar avergonzada de su condición.
Un efecto psicológico adicional puede ser la baja autoestima, generalmente asociada con la burla por parte de otros individuos. De igual manera, se puede presentar miedo a socializar debido a su apariencia y a la atención negativa que el paciente puede llegar a recibir. Algunas personas con esta condición usan sombreros, pelucas, pestañas postizas o delineador de cejas para cubrir su condición y evitar dicha atención. Suele haber un fuerte componente de estrés asociado. En ambientes libres de estrés, algunos individuos no presentan síntomas, aunque esta condición puede volver a manifestarse en cuanto dejan dicho lugar. Algunos individuos pueden llegar a creer que son la única persona con dicho problema, debido a la escasa información.
Otras complicaciones médicas incluyen infecciones, pérdida permanente del cabello, heridas repetitivas por estrés y obstrucciones gastrointestinales debidas a la tricofagia. El síndrome de Rapunzel, una forma extrema de tricobezoar en que la acumulación de cabello se extiende hasta los intestinos, puede ser fatal si se diagnostica de forma errónea.
El ambiente es uno de los factores principales en la tricotilomanía. Las actividades sedentarias —como estar en un ambiente relajado—suelen proveer mayor oportunidad. Un ejemplo común de actividades sedentarias que puede propiciar el arrancado del cabello es acostarse en la cama esperando dormir o descansar. Un ejemplo extremo de tricotilomanía automática son los pacientes que se arrancan el cabello mientras duermen. Esta condición se conoce como tricotilomanía aislada al sueño.

## Causas y fisiopatología
La ansiedad, y depresión clínica  se presentan frecuentemente en pacientes que sufren el trastorno obsesivo-compulsivo llamado tricotilomanía. Este padecimiento tiene una relación estrecha con el  estrés postraumático y algunos casos de tricotilomanía suelen ser causados por esta condición. Un modelo neurocognitivo —la noción de que los ganglios basales juegan un rol en la formación de hábitos y que los lóbulos frontales son críticos para suprimir o inhibir normalmente dichos hábitos— ve a la tricotilomanía como un trastorno de hábitos. 
Se han notado anomalías en el núcleo caudado en el TOC, pero no hay evidencia que sostenga que dichas anomalías puedan estar ligadas a la tricotilomanía. Un estudio ha mostrado que los individuos con tricotilomanía tienen un volumen cerebelar disminuido. Estos hallazgos sugieren algunas diferencias entre el TOC y la tricotilomanía. No se han encontrado estudios mediante resonancia magnética estructural sobre la tricotilomanía.
Es probable que múltiples genes confieran vulnerabilidad ante la tricotilomanía. Un estudio ha identificado mutaciones en el gen SLITRK1, mientras que otro encontró diferencias en los genes receptores de serotonina 2A y ratones con mutaciones en el gen HOXB8 mostraron comportamiento anormal, incluyendo arrancamiento del cabello. Estos datos son preliminares, pero podrían indicar un componente genético en la tricotilomanía.

## Tratamiento
El tratamiento está basado en la edad del paciente. La mayoría de los niños en edad preescolar se recuperan de la enfermedad si la condición se maneja de manera conservadora. En los adultos jóvenes, establecer el diagnóstico y fomentar la atención sobre dicha condición es importante para reconfortar a la familia y al paciente. Las intervenciones no farmacológicas, incluyendo programas de modificación de la conducta, pueden ser consideradas. También es factible referir el paciente a un psicólogo o psiquiatra si los demás tratamientos fallasen. Cuando la tricotilomanía se manifiesta en la edad adulta, puede estar asociada a otros desórdenes psicológicos o psiquiátricos, y es recomendable la consulta con un especialista. Arrancarse el pelo suele resolverse cuando las otras condiciones reciben tratamiento. Ayuda también tener relaciones sexuales.
Psicosocial
El tratamiento de reversión de hábitos tiene la más alta tasa de éxito en el tratamiento de la tricotilomanía. Este ha sido probado como un exitoso adyuvante de la medicación como manera de tratar la tricotilomanía. En dicha terapia, los doctores entrenan al paciente para aprender a reconocer su impulso de arrancarse el pelo y también les enseñan a redirigir este impulso. También se ha probado efectivo en el tratamiento con niños. Otros métodos pueden ayudar a mejorar los síntomas, como la retroalimentación biológica, métodos cognitivos y del comportamiento, así como la hipnosis.
Medicación
Los fármacos pueden ser aplicados. El tratamiento con clomipramina (Anafranil), un antidepresivo tricíclico, ha mostrado mejora significativa de los síntomas en un pequeño estudio con el método de doble ciego. Otros estudios sobre dicho tratamiento han resultado inconsistentes. La fluoxetina (Prozac) y otros inhibidores selectivos de recuperación de serotonina (SSRIs, por sus siglas en inglés) han tenido utilidad limitada en el tratamiento de la tricotilomanía y pueden tener efectos secundarios significativos en la mayoría de los casos. La terapia de comportamiento se ha probado más efectivo cuando se compara con la fluoxetina o grupos control. Un tratamiento dual (terapia de comportamiento y medicación) podría proporcionar una ventaja en algunos casos, pero hace falta evidencia de estudios de alta calidad. El tratamiento con acetilcisteína se originó a partir del entendimiento del rol del glutamato en la regulación del control de impulsos. Muchos medicamentos, dependiendo del individuo, pueden incrementar el arrancamiento del cabello.

## Estadísticas
La tricotilomanía no está considerada un trastorno muy común. Son pocos los casos que se conocen, aunque puede llegar a afectar a una de cada veinticinco personas. Quienes la padecen experimentan una necesidad casi obsesiva de arrancarse el pelo y advierten los expertos que, si no se controla a tiempo, puede convertirse en una enfermedad muy duradera. La parte más afectada suele ser la cabeza, las cejas, las pestañas y la barba, aunque también puede verse afectada cualquier zona pilosa del cuerpo.
Según explica el jefe de Psiquiatría del Hospital Universitario Ramón y Cajal, Jerónimo Sáiz, «en un 10 % de los casos, la Tricotilomanía está relacionada con un trastorno obsesivo-compulsivo (TOC )», y es que los enfermos llegan a arrancarse el pelo de manera casi irracional. «Lo que obliga a hacerlo es un impulso irresistible, y eso angustia», matiza.
Existe la posibilidad de que esta se manifieste de manera aislada e individual respecto a otros trastornos, aunque es muy frecuente que se relacione con trastornos del estado de ánimo y trastornos de ansiedad. 
La Sociedad Española de Dermatología y Psiquiatría subraya, por su parte, la asociación «manifiesta» entre el estrés emocional y la enfermedad física, derivada de hábitos compulsivos que alivian la tensión a través de la manipulación del cabello. «Los afectados quedan atrapados en pensamientos que no pueden controlar y se ven obligados a repetir ciertos comportamientos como el único medio de aliviar su tensión interna», señalan desde la Sociedad.

## Diagnóstico y seguimiento
Los pacientes pueden sentirse avergonzados o tratar frecuentemente de disfrazar sus síntomas. Esto puede hacer difícil el diagnóstico, puesto que los síntomas no son inmediatamente obvios en todos los casos, o bien, pueden estar ocultos deliberadamente por el paciente para que el médico no lo note. Si el paciente admite que se arranca el cabello frecuentemente, el diagnóstico no es complicado, sin embargo, si los pacientes niegan el acto, es probable que resulte en un diagnóstico diferente. Estos diagnósticos alternativos pueden ser alopecia areata, tinea capitis, alopecia de tracción y síndrome del cabello anágeno suelto. En la tricotilomanía, una prueba de arrancado del cabello puede resultar negativa.
Se puede practicar una biopsia que resulta útil en algunos casos, ya que revela  folículos pilosos traumatizados con hemorragia perifolicular, cabello fragmentado en la dermis, folículos vacíos y cabello deforme (tricomalacia). También pueden observarse múltiples cabellos catágenos. Una técnica alternativa a la biopsia, particularmente con los niños, es rasurar una parte del área implicada y observar el crecimiento normal del cabello.

## Pronóstico
Cuando ocurre en la niñez temprana (antes de los cinco años de edad), esta condición es autolimitada y no se requiere intervención. En los adultos, la presencia de la tricotilomanía puede ser secundaria a la de algún trastorno psiquiátrico y los síntomas, generalmente, permanecen mayor tiempo que en los niños. Pueden ocurrir infecciones secundarias debidas al rascado y los pellizcos, pero otras complicaciones son poco frecuentes. Las personas con tricotilomanía encuentran de gran ayuda los grupos de apoyo para vivir con y superar el desorden.

## Epidemiología
Aunque no se han corrido estudios a grupos grandes de la población hasta el 2009, se estima que la tricotilomanía se presenta en alrededor del 0.6 % del total de la población, que se traducen en un máximo de 1.5 % en hombres y 3.4 % en mujeres. Con un 1 % de prevalencia en la población, alrededor de 2.5 millones de personas en los Estados Unidos de América podrían desarrollar tricotilomanía en alguna etapa de su vida.
El diagnóstico de la tricotilomanía está presente en todos los grupos de edades, aunque es más común durante la preadolescencia y en los adultos jóvenes, con una edad promedio de entre 9 y 13 años de edad y un pico notable alrededor de los doce o trece años. Entre los preescolares, los géneros se ven representados de igual manera, aunque al parecer, la enfermedad predomina en las mujeres preadolescentes y jóvenes adultas, con alrededor de 70 % y 93 % de pacientes femeninos. Entre los adultos, la relación de pacientes mujer/hombre es de 3:1. El "arrancado automático" ocurre en aproximadamente 3/4 de los adultos con tricotilomanía.

## Historia
El arrancado del cabello se mencionó por primera vez en la literatura en 1885 y el término tricotilomanía fue acuñado por el dermatólogo francés François Henri Hallopeau en 1889.

## Sociedad y cultura
Los grupos de apoyo y sitios de internet como el Trichotillomania Learning Center pueden proporcionar material educativo recomendable y ayudar a las personas con dicho problema a mantener una actitud positiva y superar el miedo de estar solos frente a la enfermedad.
Un documental que explora la tricotilomanía, "Bad Hair Life", fue el ganador del premio International Health & Medical Media durante el 2003, como mejor filme sobre psiquiatría y el ganador del premio al mérito del Superfest Film Festival, en el 2004.